# Мядингенайское староство
Мядингенайское староство (лит. Medingėnų seniūnija) — одно из 5 староств Ретавского самоуправления, Тельшяйского уезда Литвы. Административный центр — деревня Мядингенай.

## География
Расположено на западе Литвы, в западной части Ретавского самоуправления, на Жемайтской возвышенности. Западная часть староства расположена на Западно-Жемайтском плато, восточная — на Жемайтской водораздельной гряде.
Граничит с Даугедайским староством на западе, Ретавским — на юго-западе и юге, Твярайским — на востоке и юге, Жаренайским староством Тельшяйского района — на востоке и северо-востоке, Жлибинайским староством Плунгеского района — на севере, и Сталгенайским староством Плунгеского района — на северо-западе.
Площадь староства составляет 6 069 гектар, из которых: 38,2% занимают леса, 53,4% сельскохозяйственные земли и 8,4% водная поверхность и прочее.

## Население
Мядингенайское староство включает в 14 деревень.